# Karolówka (Warszawa)
Kawęczyn – osiedle w dzielnicy Rembertów w Warszawie. Wchodzi w skład obszary MSI Stary Rembertów.
Leży w zachodniej części dzielnicy Stary Rembertów. Dawna wieś rozpościerała się wzdłuż dzisiejszej (2021) ul. I. Paderewskiego.

## Historia
Wieś Karolówka należała w latach 1867–1930 do gminy Okuniew w powiecie warszawskim. W 1921 roku Karolówka liczyła 384 mieszkańców. 
1 kwietnia 1930 Karolówkę włączono do gminy Wawer w tymże powiecie.
20 października 1933 utworzono gromadę Karolówka w granicach gminy Wawer, składającą się ze wsi Karolówka.
1 kwietnia 1939 Karolówkę włączono do nowo utworzonego miasta Rembertów. 
1 kwietnia 1957 miasto Rembertów, wraz z Karolówką, włączono do Warszawy.